# 岐阜市日光コミュニティセンター
岐阜市日光コミュニティセンター（ぎふしにっこうコミュニティセンター）とは、岐阜県岐阜市にある公共施設。岐阜市日光町周辺の岐阜市北西部地域の交流活動、生涯学習を実践する場である。岐阜市日光事務所（岐阜市役所の出先機関）、岐阜市日光児童センター、日光ふれあい保健センターを併設する。1986年（昭和61年）開館。

## 所在地
- 岐阜県岐阜市日光町9丁目1-3

## 担当地域
- 島
- 早田
- 則武
- 城西

## 主な施設
- 集会室
- 教養娯楽室
- 生活相談室
- 大会議室
- 会議室
- サークル室
- 多目的室 など

## 公共交通機関
- 岐阜バス「北高前」バス停下車、徒歩約3分
- にっこりバス「日光コミュニティセンター」バス停下車

## 岐阜市日光事務所
岐阜市役所の出先機関の一つであり、「岐阜市役所日光事務所」「日光事務所」とも称する。

### 概要
- 1986年（昭和61年）3月24日に開館[2]。
- 管轄下に日置江連絡所（日置江公民館に併設）がある。

### 業務時間
- 月曜日から金曜日の9時から17時（土曜日・日曜日・祝日・年末年始を除く）

### 業務内容
- 住民票・戸籍・印鑑登録証明書などの証明書の発行
- 住所異動届（転入・転出・転居等）の受付
- 戸籍届出（婚姻・出生・死亡等）の受付
- 国民健康保険の受付
- 国民年金の受付
- 転入学の受付
- 埋火葬許可の受付

### 管轄地域
- 池ノ上町1-4丁目、岩倉町1-5丁目、栄新町1-3丁目、江口、萱場町1-4丁目、萱場北町1-3丁目、萱場東町1-10丁目、学園町1-3丁目、島栄町1-3丁目、島新町1丁目、白菊町1-6丁目、菅生、早田、早田町1-4丁目、早田大通1・2丁目、早田栄町1-5丁目、早田東町1-10丁目、早田本町1-4丁目、旦島、旦島中町1・2丁目、旦島西町1丁目、旦島宮町1-3丁目、大福町1-10丁目、津島町1-6丁目、西中島、日光町1-9丁目、光町1-3丁目、東島、美島町1-6丁目、明神町1-3丁目、宮浦町、守口町1-6丁目、山吹町1-6丁目、江口1・2丁目、萱場南1-3丁目、北島1-9丁目、近島1-5丁目、菅生1-8丁目、西島町、旦島中1・2丁目、旦島1-6丁目、西中島1-7丁目、島田1・2丁目、東島1-5丁目、島新町、一日市場北町（一部）、下土居、下土居1丁目、下土居2丁目（一部）、下土居3丁目（一部）、鷺山北町、鷺山、正木、南蝉1・2丁目、鷺山新町、正木北町、鷺山東1・2丁目、正木中1-4丁目、正木南1・2丁目、正木西町、則武、則武西1・2丁目、則武中1-4丁目、則武東1-4丁目[3]。

※島地区、早田地区、則武地区、城西地区に該当する。